# Hines Ward
Pour les articles homonymes, voir Ward.
(en) Statistiques sur pro-football-reference
Hines Ward est un joueur américain de football américain né le 8 mars 1976 à Séoul, en Corée du Sud. Il a évolué au poste de wide receiver (receveur éloigné).

## Biographie

### Carrière universitaire
Il a cumulé 3 870 yards avec les Georgia Bulldogs, second au palmarès après Herschel Walker.

### Carrière professionnelle
Il a été drafté au 3e tour de 1998 par les Steelers de Pittsburgh.
Depuis novembre 2005, il est le meilleur receveur de tous les temps des Steelers, son total est de 991 réceptions au 23-12-11.
Coupé à l'issue de la saison 2011 par les Steelers, il annonce le 20 mars 2012 sa retraite. Au total, au cours de sa carrière au sein d'une seule et même équipe, il aura totalisé 1 000 réceptions pour plus de 12 000 yards.

### Vie privée
Hines Ward est né à Séoul ; son père, Hines Ward Sr., est un G.I. afro-américain, et sa mère, Kim Young He, est coréenne. Ses parents divorcent quand Ward a deux ans, et il est envoyé vivre chez sa grand-mère paternelle, Martha, à Monroe en Louisiane. Alors que Ward a sept ans, sa mère récupère la garde de l'enfant et l'élève à Atlanta en Géorgie.

## Palmarès

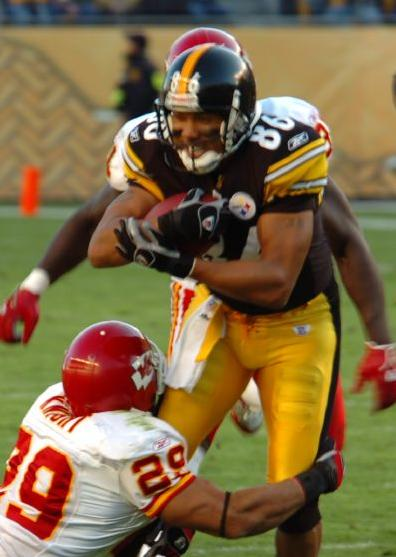
Hines Ward

- Vainqueur et MVP du Super Bowl XL
- Vainqueur du Super Bowl XLIII
- Pro Bowl :  2001, 2002, 2003, 2004